# 埃里克·约翰内森
埃里克·约翰内森（德語：Eric Johannesen，1988年7月16日—），德国男子赛艇运动员。他曾代表德国参加2012年和2016年夏季奥林匹克运动会赛艇比赛，获得一枚金牌和一枚银牌。